# Saison 1988-1989 de la LAH
Saison précédente Saison suivante
La saison 1988-1989 de la Ligue américaine de hockey est la 53e saison de la ligue au cours de laquelle quatorze équipes jouent chacune 80 matchs de saison régulière. Les Red Wings de l'Adirondack remportent leur troisième coupe Calder.

## Contexte

### Règlement
La règle du point accordé à l'équipe ayant perdu en prolongation qui avait été instaurée en 1986-1987 est supprimée.

### Changements de franchise
- Les Oilers de la Nouvelle-Écosse déménagent à Sydney et deviennent les Oilers du Cap-Breton.
- L'Express de Fredericton s'installe à Halifax et devient les Citadels d'Halifax.

## Saison régulière

### Classement
| Clt   | Équipe                  | PJ | V  | D  | N  | BP  | BC  | Pts |
| ----- | ----------------------- | -- | -- | -- | -- | --- | --- | --- |
| +001, | Canadiens de Sherbrooke | 80 | 47 | 24 | 9  | 348 | 261 | 103 |
| +002, | Citadels d'Halifax      | 80 | 42 | 30 | 8  | 345 | 300 | 92  |
| +003, | Hawks de Moncton        | 80 | 37 | 34 | 9  | 320 | 313 | 83  |
| +004, | Nighthawks de New Haven | 80 | 35 | 35 | 10 | 325 | 309 | 80  |
| +005, | Mariners du Maine       | 80 | 32 | 40 | 8  | 262 | 317 | 72  |
| +006, | Indians de Springfield  | 80 | 32 | 44 | 4  | 287 | 341 | 68  |
| +007, | Oilers du Cap-Breton    | 80 | 27 | 47 | 6  | 308 | 388 | 60  |

| Clt   | Équipe                    | PJ | V  | D  | N  | BP  | BC  | Pts |
| ----- | ------------------------- | -- | -- | -- | -- | --- | --- | --- |
| +001, | Red Wings de l'Adirondack | 80 | 47 | 27 | 6  | 369 | 294 | 100 |
| +002, | Bears de Hershey          | 80 | 40 | 30 | 10 | 361 | 309 | 90  |
| +003, | Devils d'Utica            | 80 | 37 | 34 | 9  | 309 | 295 | 83  |
| +004, | Saints de Newmarket       | 80 | 38 | 36 | 6  | 339 | 334 | 82  |
| +005, | Americans de Rochester    | 80 | 38 | 37 | 5  | 305 | 302 | 81  |
| +006, | Skipjacks de Baltimore    | 80 | 30 | 46 | 4  | 317 | 347 | 64  |
| +007, | Whalers de Binghamton     | 80 | 28 | 46 | 6  | 307 | 392 | 62  |

- En gras : qualifiés pour les séries

### Meilleurs pointeurs
| Joueur          | Équipe                    | PJ | B  | A  | Pts | Pun |
| --------------- | ------------------------- | -- | -- | -- | --- | --- |
| Stephan Lebeau  | Canadiens de Sherbrooke   | 78 | 70 | 64 | 134 | 47  |
| Murray Eaves    | Red Wings de l'Adirondack | 80 | 46 | 72 | 118 | 84  |
| Benoît Brunet   | Canadiens de Sherbrooke   | 73 | 41 | 76 | 117 | 95  |
| Mike Richard    | Skipjacks de Baltimore    | 80 | 44 | 63 | 107 | 51  |
| Don Biggs       | Bears de Hershey          | 76 | 36 | 67 | 103 | 158 |
| Terry Yake      | Whalers de Binghamton     | 75 | 39 | 56 | 95  | 57  |
| Ken Priestlay   | Americans de Rochester    | 64 | 56 | 37 | 93  | 60  |
| Hubie McDonough | Nighthawks de New Haven   | 74 | 37 | 55 | 92  | 41  |
| Ron Wilson      | Hawks de Moncton          | 80 | 31 | 61 | 92  | 110 |
| Brian Dobbin    | Bears de Hershey          | 59 | 43 | 48 | 91  | 61  |

## Séries éliminatoires
Les quatre premiers de chaque division sont qualifiés pour les séries. Toutes les séries sont disputées au meilleur des sept matchs.
- Le premier de chaque division rencontre le quatrième pendant que le deuxième affronte le troisième.
- Les vainqueurs s'affronte en finale de division.
- Les gagnants de chaque moitié de tableau jouent la finale de la coupe Calder[3].

|  | Demi-finales de division | Demi-finales de division | Demi-finales de division | Demi-finales de division |    |            | Finales de division | Finales de division | Finales de division | Finales de division |  |  | Finale de la Coupe Calder | Finale de la Coupe Calder | Finale de la Coupe Calder | Finale de la Coupe Calder |
|  |                          |                          |                          |                          |    |            |                     |                     |                     |                     |  |  |                           |                           |                           |                           |
|  |                          |                          |                          |                          |    |            |                     |                     |                     |                     |  |  |                           |                           |                           |                           |
|  |                          |                          |                          |                          |    |            |                     |                     |                     |                     |  |  |                           |                           |                           |                           |
|  | N1                       | Sherbrooke               | 2                        | 2                        |    |            |                     |                     |                     |                     |  |  |                           |                           |                           |                           |
|  | N1                       | Sherbrooke               | 2                        | 2                        |    |            |                     |                     |                     |                     |  |  |                           |                           |                           |                           |
|  | N4                       | New Haven                | 4                        | 4                        |    |            |                     |                     |                     |                     |  |  |                           |                           |                           |                           |
|  | N4                       | New Haven                | 4                        | 4                        | N4 | New Haven  | 4                   | 4                   |                     |                     |  |  |                           |                           |                           |                           |
|  |                          |                          |                          |                          | N4 | New Haven  | 4                   | 4                   |                     |                     |  |  |                           |                           |                           |                           |
|  |                          |                          | N3                       | Moncton                  | 2  | 2          |                     |                     |                     |                     |  |  |                           |                           |                           |                           |
|  | N3                       | Moncton                  | N3                       | Moncton                  | 2  | 2          | 4                   | 4                   |                     |                     |  |  |                           |                           |                           |                           |
|  | N3                       | Moncton                  |                          |                          |    |            |                     | 4                   |                     |                     |  |  |                           |                           |                           |                           |
|  | N2                       | Halifax                  | 0                        | 0                        |    |            |                     |                     |                     |                     |  |  |                           |                           |                           |                           |
|  | N2                       | Halifax                  | 0                        | 0                        | N4 | New Haven  | 1                   | 1                   |                     |                     |  |  |                           |                           |                           |                           |
|  |                          |                          |                          |                          | N4 | New Haven  | 1                   | 1                   |                     |                     |  |  |                           |                           |                           |                           |
|  |                          |                          | S1                       | Adirondack               | 4  | 4          |                     |                     |                     |                     |  |  |                           |                           |                           |                           |
|  | S1                       | Adirondack               | S1                       | Adirondack               | 4  | 4          | 4                   | 4                   |                     |                     |  |  |                           |                           |                           |                           |
|  | S1                       | Adirondack               |                          |                          |    |            |                     |                     |                     |                     |  |  |                           |                           |                           |                           |
|  | S4                       | Newmarket                | 1                        | 1                        |    |            |                     |                     |                     |                     |  |  |                           |                           |                           |                           |
|  | S4                       | Newmarket                | 1                        | 1                        | S1 | Adirondack | 4                   | 4                   |                     |                     |  |  |                           |                           |                           |                           |
|  |                          |                          |                          |                          | S1 | Adirondack | 4                   | 4                   |                     |                     |  |  |                           |                           |                           |                           |
|  |                          |                          | S2                       | Hershey                  | 3  | 3          |                     |                     |                     |                     |  |  |                           |                           |                           |                           |
|  | S3                       | Utica                    | S2                       | Hershey                  | 3  | 3          | 1                   | 1                   |                     |                     |  |  |                           |                           |                           |                           |
|  | S3                       | Utica                    |                          |                          |    |            |                     | 1                   |                     |                     |  |  |                           |                           |                           |                           |
|  | S2                       | Hershey                  | 4                        | 4                        |    |            |                     |                     |                     |                     |  |  |                           |                           |                           |                           |
|  | S2                       | Hershey                  | 4                        | 4                        |    |            |                     |                     |                     |                     |  |  |                           |                           |                           |                           |
|  |                          |                          |                          |                          |    |            |                     |                     |                     |                     |  |  |                           |                           |                           |                           |

## Trophées

### Trophées collectifs
| Coupe Calder : Vainqueurs des séries                        | Red Wings de l'Adirondack |
| Trophée F.-G.-« Teddy »-Oke : Champions de la division Nord | Canadiens de Sherbrooke   |
| Trophée John-D.-Chick : Champions de la division Sud        | Red Wings de l'Adirondack |

### Trophées individuels
| Trophée Les-Cunningham : Meilleur joueur de la saison                                 | Stephan Lebeau (Canadiens de Sherbrooke)                  |
| Trophée John-B.-Sollenberger : Meilleur pointeur                                      | Stephan Lebeau (Canadiens de Sherbrooke)                  |
| Trophée Dudley-« Red »-Garrett : Meilleure recrue                                     | Stephan Lebeau (Canadiens de Sherbrooke)                  |
| Trophée Eddie-Shore : Meilleur défenseur de la saison                                 | Dave Fenyves (Bears de Hershey)                           |
| Trophée Aldege-« Baz »-Bastien : Meilleur gardien                                     | Randy Exelby (Canadiens de Sherbrooke)                    |
| Trophée Harry-« Hap »-Holmes : Gardien(s) de l'équipe ayant encaissé le moins de buts | Randy Exelby et Francois Gravel (Canadiens de Sherbrooke) |
| Trophée Louis-A.-R.-Pieri : Meilleur entraîneur de la saison                          | Tom McVie (Devils d'Utica)                                |
| Trophée Fred-T.-Hunt : Joueur au meilleur esprit sportif                              | Murray Eaves (Red Wings de l'Adirondack)                  |
| Trophée Jack-A.-Butterfield : Meilleur joueur des séries                              | Sam St. Laurent (Red Wings de l'Adirondack)               |